# Lauwerechtbrug
De Lauwerechtbrug is een rijksmonumentale brug in de Nederlandse stad Utrecht.
De bakstenen boogbrug met één overspanning is in de 18e eeuw gebouwd ter vervanging van een eerdere brug. Het bouwwerk is gelegen even ten noorden van de binnenstad aan de weg langs de oostelijke oever van de rivier de Vecht. De brug overspant de waterweg Zwarte Water die naast de brug in de rivier uitmondt. IJzeren balustrades zijn op en langs de Lauwerechtbrug aangebracht, een soortgelijke afzetting als langs de grachten in de binnenstad. Direct naast de brug bevindt zich de Jan van Lingtuin met het kunstwerk Ochtend (1971) van de kunstenaar Pieter d'Hont.
De brug is vernoemd naar Lauwerecht, onder meer in vroegere eeuwen een buitengerecht in de stadsvrijheid. Tussen het buitengerecht en de stad lag nog de ommuurde voorstad Bemuurde Weerd. Vanuit de stad via de Weerdpoort liep een weg langs de oostelijke oever van de rivier door de Bemuurde Weerd.

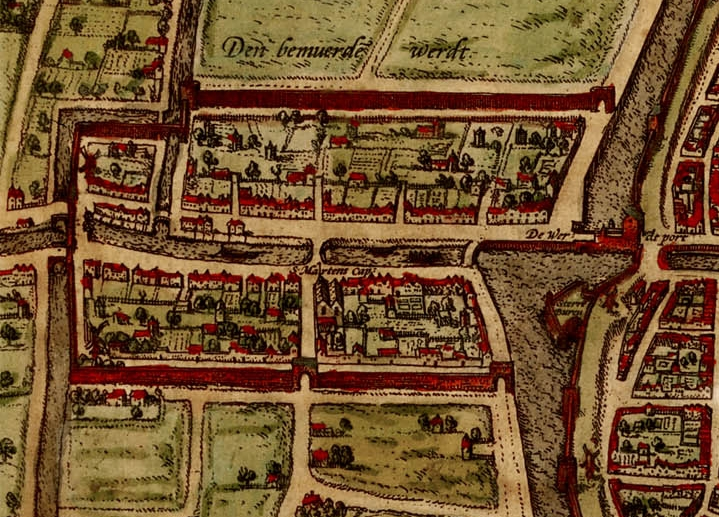
De ommuurde voorstad Bemuurde Weerd met omgeving in de 16e eeuw (oost ligt boven in de kaart).

Abel Tasmanbrug ·
Abstederbrug ·
Bakkerbrug ·
Bartholomeusbrug · 
Bezembrug · 
Bijlhouwersbrug ·
Brigittenbrug ·
Colignybrug ·
Dafne Schippersbrug ·
David van Mollembrug ·
Demka-spoorbrug ·
Driftbrug ·
Gaardbrug ·
Galecopperbrug · 
Gasthuismolenbrug ·
Geertebrug ·
Gildbrug · 
Goethebrug ·
Griftbrug ·
Hamburgerbrug ·
Herenbrug · 
Hogeweidebrug ·
Industriehavenbrug ·
Jacobibrug ·
Jan Pieterszoon Coenbrug ·
Jansbrug ·
Jansdambrug ·
Jeremiebrug ·
Julianabrug (Minstroom) ·
Jutphasebrug ·
Jutphasespoorbrug ·
J.M. de Muinck Keizerbrug ·
Kalisbrug ·
Krommerijnbrug ·
Lauwerechtbrug ·
Lucasbrug ·
Maarsbergerbrug ·
Maartensbrug ·
Magdalenabrug ·
Maliebrug ·
Marga Klompébrug ·
Marksbrug ·
Marnixbrug ·
Meernbrug ·
Minbrug ·
Monicabrug · 
Moreelsebrug ·
Muntbrug ·
Muntsluisbrug ·
Museumbrug ·
Noorderbrug ·
Oorsprongbrug ·
Oranjebrug ·    
Paulusbrug ·
Pausdambrug ·
Pietersbrug ·
Plompetorenbrug ·
Prins Clausbrug · 
Quintijnsbrug ·
Rode brug ·
Servaasbrug ·
Sint Martinusbrug ·
Smeebrug ·
Socratesbrug ·
Spinozabrug ·
Stadhuisbrug ·
Stammetsbrug ·
Stenenbrug ·
Tolsteegbrug ·
Vaaltbrug ·
Vaartscherijnbrug ·
Van Asch van Wijckbrug ·
Viebrug ·
Vleutensespoorbrug ·
Vollersbrug ·
Weerdbrug ·
Weesbrug ·
Werkspoorbrug ·
Werkspoorhavenbrug ·
Wittevrouwenbrug ·  
Zandbrug

Voormalige of in onbruik geraakte bruggen :
Brug met de twaalf gaten ·
Catharijnebrug · 
Hefbrug in de Kruisvaart ·
Julianabrug (Vaartsche Rijn) ·
Molenbrug · 
Smakkelaarsbrug ·
Vleutensebrug ·
Willemsbrug